# Vladyslav Gorai
Vladyslav Vikentiiovych Gorai (Malyn, 5 de agosto de 1967-8 de junio de 2025) fue un tenor operístico ucraniano. Trabajó para el Teatro de Ópera y Ballet de Odesa, así como en actuaciones internacionales. Interpretó al Duque en Rigoletto de Verdi y a Rodolfo en La bohème de Puccini, pero también interpretó ópera contemporánea, como el estreno mundial de Kateryna de Oleksandr Rodin en Odesa en 2022.

## Biografía
Nació el 5 de agosto de 1967 en Malyn, RSS de Ucrania (actual Ucrania), dentro del seno de una familia de músicos profesionales.  Creció con un hermano menor. Aprendió a tocar el piano en la Escuela Infantil de Artes y asistió al Liceo n.º 3 de Malyn. En 1988, se graduó con honores de la facultad de música y pedagogía del Instituto Pedagógico Estatal Mykhailo Kotsiubynskyi Vinnytsia  en piano, canto y dirección. Posteriormente, continuó sus estudios en el Conservatorio de Odesa.
En 1993, se convirtió en solista de la compañía de ópera del Teatro de Ópera y Ballet de Odesa,  primero como barítono, pero cambiando a tenor. Interpretó más de cincuenta papeles, incluyendo papeles principales como el Conde Almaviva en El barbero de Sevilla de Rossini, Edgardo en Lucia di Lammermoor de Donizetti, el Duque de Verdi en Rigoletto, Alfredo en La traviata, y Rodolfo en La bohème de Puccini. De 2000 a 2003, trabajó en el Teatro Estatal de Ópera y Ballet de Constanza en Rumania. Participó en el estreno mundial de Kateryna de Oleksandr Rodin el 17 de septiembre de 2022,  interpretando a Lirnyk. El estreno, programado para marzo de 2022, tuvo que posponerse debido a los atentados que obligaron a construir un refugio antiaéreo.
Apareció internacionalmente, en el Teatro Monumental de Madrid en 2002, como el Duque en Rigoletto en el Teatro Politeama de Lecce en 2016, la Ópera de París, la Accademia di Musica de Roma, la Ópera Nacional de Lyon, la Ópera de Estrasburgo, la Ópera de Zúrich y la Ópera Nacional Rumana de Bucarest.  Actuó en Ámsterdam,  en el Royal Albert Hall de Londres, en Bruselas, Lisboa, Chisináu y Almaty, entre otros. En 2014 y nuevamente en 2024, apareció en Boca Ratón, Florida, para recrear, con Felix Livshitz, Alexander Gunko y la Spanish River Orchestra, el repertorio de los Tres Tenores de Jerusalén de música yiddish y crossover. Los tres tenores también realizaron giras por Canadá, Italia, Macao e Israel.

### Fallecimiento
Con la invasión rusa a gran escala, su esposa y sus hijos pequeños abandonaron la ciudad, y él y un amigo de la orquesta quisieron alistarse en las Fuerzas Armadas de Ucrania. Se unió a una organización de voluntarios y trabajó como conductor, transportando personas y bienes como redes de camuflaje y ayuda humanitaria. Actuó en conciertos benéficos en Ucrania y en el extranjero, y creó actuaciones benéficas; donó los fondos recaudados a las Fuerzas Armadas.
Los informes iniciales indicaron que falleció el 8 de junio de 2025 mientras intentaba rescatar a civiles durante una misión de ayuda humanitaria voluntaria en el óblast de Sumy en un momento de intensos combates, incluidos ataques con misiles y drones. Suspilne, la emisora pública nacional de Ucrania, informó más tarde que este había muerto mientras se ofrecía como voluntario para entregar material al frente en apoyo de las fuerzas armadas. El solista Dmytro Pavlyuk, amigo y colega de Gorai, declaró a Suspilne que Gorai había estado ofreciendo su servicio voluntario en silencio desde el comienzo de la guerra.
El 12 de junio de 2025, fue despedido en la Ópera de Odesa entre aplausos y gritos de "¡Bravo!". Al día siguiente, fue homenajeado en el Centro de Cultura y Ocio de la Ciudad de Malyn, donde interpretó por primera vez el Himno de Malyn. Su cuerpo fue enterrado en Rizhnya, raión de Korosten.

### Vida personal
Gorai estaba casado; la pareja tuvo dos hijos.

## Premios
- Artista de Mérito de Ucrania (27 de marzo de 2013)[1]
- Premio en el Concurso Nacional de Música de Cámara de Jmelnitski
- Premio en el Concurso Vocal Internacional Antonín Dvořák (Karlovy Vary, República Checa)